# Massonia jasminiflora
Massonia jasminiflora är en sparrisväxtart som beskrevs av William John Burchell och John Gilbert Baker. Massonia jasminiflora ingår i släktet Massonia och familjen sparrisväxter. Inga underarter finns listade i Catalogue of Life.